# IX Congresso panucraino dei Soviet
Il Nono Congresso panucraino dei Soviet dei deputati degli operai, dei braccianti e dei soldati dell'Armata Rossa si tenne a Charkiv dal 3 al 10 maggio 1925. Nel corso del Congresso furono approvati degli emendamenti alla Costituzione ucraina, conformemente alla nuova Costituzione sovietica.